# Mar (Esposende)

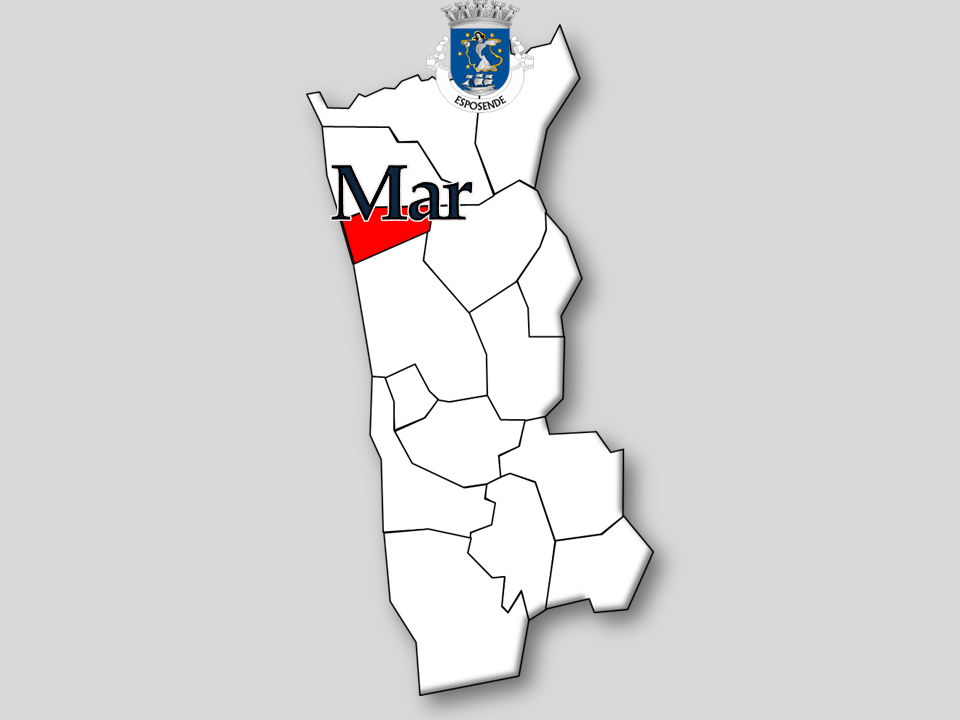
Localização da Freguesia de Mar no Município de Esposende

Mar, anteriormente São Bartolomeu do Mar, é uma localidade portuguesa do Município de Esposende que foi sede da extinta Freguesia de Mar, freguesia que tinha 2,36 km² de área e 1 182 habitantes (2011), e, por isso, uma densidade populacional de 500,8 hab/km².
A Freguesia de Mar foi extinta em 2013, no âmbito de uma reforma administrativa nacional, para, em conjunto com a Freguesia de Belinho formar uma nova freguesia denominada União das Freguesias de Belinho e Mar com sede em Belinho.

## População
| População da freguesia de Mar (1864 – 2011) | População da freguesia de Mar (1864 – 2011) | População da freguesia de Mar (1864 – 2011) | População da freguesia de Mar (1864 – 2011) | População da freguesia de Mar (1864 – 2011) | População da freguesia de Mar (1864 – 2011) | População da freguesia de Mar (1864 – 2011) | População da freguesia de Mar (1864 – 2011) | População da freguesia de Mar (1864 – 2011) | População da freguesia de Mar (1864 – 2011) | População da freguesia de Mar (1864 – 2011) | População da freguesia de Mar (1864 – 2011) | População da freguesia de Mar (1864 – 2011) | População da freguesia de Mar (1864 – 2011) | População da freguesia de Mar (1864 – 2011) |
| ------------------------------------------- | ------------------------------------------- | ------------------------------------------- | ------------------------------------------- | ------------------------------------------- | ------------------------------------------- | ------------------------------------------- | ------------------------------------------- | ------------------------------------------- | ------------------------------------------- | ------------------------------------------- | ------------------------------------------- | ------------------------------------------- | ------------------------------------------- | ------------------------------------------- |
| 1864                                        | 1878                                        | 1890                                        | 1900                                        | 1911                                        | 1920                                        | 1930                                        | 1940                                        | 1950                                        | 1960                                        | 1970                                        | 1981                                        | 1991                                        | 2001                                        | 2011                                        |
| 368                                         | 384                                         | 429                                         | 466                                         | 496                                         | 550                                         | 702                                         | 752                                         | 850                                         | 945                                         | 986                                         | 1 178                                       | 1 305                                       | 1 381                                       | 1 182                                       |

## Património
- Igreja Paroquial
- Igreja Velha
- Menir

## Praias
- Praia de S. Bartolomeu do Mar

## Gentes ilustres de Mar
- Rodrigues Sampaio
- Manuel Abreu Capitão, empresário e último habitante de Baixo Mar.

## Festas e romarias
Dia 24 de Agosto realiza-se a famosa romaria a São Bartolomeu-do-Mar, santo padroeiro da freguesia. A tradição remonta ao século XVI e consiste em dar voltas à Igreja com um pinto (os locais dizem pito) preto ao colo, passar por baixo do andor e depois ir à praia "furar" ondas em número ímpar, ou seja, três, cinco, sete ou nove (Banho Santo). Tudo isto para que as crianças ficassem afastadas de efeitos demoníacos: gota, epilepsia e gaguez.